# Дзвінки (фільм, 2017)
«Дзвінки» (англ. Rings) — американський фільм жахів, знятий Ф. Хав'єром Ґутьєрресом. Прем'єра стрічки в Україні відбудеться 2 лютого 2017 року.
Фільм розповідає про історію незвичайної дівчинки Самари Морган, яка була змушена усе своє земне і неземне життя бути проклятою. Чи зможе їй допомогти проста дівчина Джулія чи може деякі речі неможливо зупинити...

## У ролях
- Матільда Лутц[en] — Джулія
- Алекс Роу — Голт Ентоні
- Бонні Морґан — Самара Морґан
- Джонні Галецкі — Гебріел
- Еймі Тігарден — Фейт
- Кейлі Картер — Евелін Борден
- Вінсент Д'Онофріо — Гален Берк

## Сюжет
Група людей досліджує дію  проклятої касети. Але через їхню необачність темрява знову у вигляді прокляття починає огортати світ. Зупинити її можуть лише двоє молодих людей Джулія і Голт, але для цього їм потрібно знати біологічних батьків духа...

## Виробництво
Зйомки фільму почались 23 березня 2015 року в Атланті і закінчились у червні того ж року.